# Тір (Marvel Comics)
Тір (англ. Tyr) — вигаданий персонаж, асґардійський бог, що з'являвся на сторінках коміксів, виданих американським видавництвом Marvel Comics. Тір заснований на однойменному бозі з германо-скандинавської міфології. Разом з Тором і Бальдром, він є біологічним сином всебатька Одіна.
Тір зображений на широкому екрані Клайвом Расселом у камео у фільмі «Тор: Царство темряви», що є частиною кіновсесвіту Marvel.

## Історія публікації
Тір вперше з'явився в коміксі «Journey into Mystery» #85 (жовтень 1962), сам персонаж вигаданий Стен Лі, Ларрі Лібером і Джеком Кірбі.

## Сили й вміння
Тір належить до раси надлюдей, відомих як асґардійці, а тому володіє надлюдською силою, швидкістю, витривалістю, витривалістю, спритністю та рефлексами, має надзвичайно довгу тривалість життя та імунітет до всіх земних хвороб, а також певну стійкість до магії. Тір, будучи богом війни, не тільки висококваліфікований в рукопашному бою, але й досконало володіє всіма видами асґардійської зброї. Навіть після знищення Асґарду Тір виявив особливу здатність, приховану силу, що дозволяє йому викликати «Душу Бога війни», вивільняючи руйнівну енергію через відрубану руку.
Зазвичай він носить меч і щит. Колись Тір викрав Булаву Міфів-Війни, зброю, якою колись володів Одін і яка мала силу, подібну до молота Тора Мйольнір, а також здатність телепортуватися між сусідніми всесвітами, такими як Мідґард і Асґард. Тір вважав, що зачарована булава "дорівнює виклику містичного Мйольніра" і показала себе здатною збити з ніг навіть Тора. Під час бою булава знищується Тором за допомогою його блискавки.

## Поза коміксами

### Кіно

#### Кіновсесвіт Marvel
- Клайв Рассел зобразив персонажа у фільмі кіновсесвіту Marvel «Тор: Царство темряви»[4]. За цією версією, він є командиром гвардійців Ейнгерьяр і тісно співпрацює з Одіном.

### Відеоігри
- Тір з'являвся як NPC у відеогрі «Marvel: Ultimate Alliance», актор озвучення — Трев Броді.